# تاشن
تاشِن (انگلیسی: Taschen) یک ناشر کتاب‌های هنری است که در سال ۱۹۸۰ توسط بندیکت تاشن در کلن، آلمان بنیان گذاشته شد. از ژانویهٔ ۲۰۱۷، تاشن توسط بندیکت و دختر بزرگش مارلینه تاشن اداره می‌شود.
این شرکت کارش را با نام تاشن کامیکس با انتشار مجموعهٔ کمیک بندیکت آغاز کرد. تاشن یکی از پیشگامان در دسترس قرار دادن آثار هنری کم‌تر شناخته شده برای کتابفروشی‌های جریان اصلی بوده‌است، از جمله تصویرسازی‌های فتیشیستی، هنر کوئیر، هنر شهوانی تاریخی، پورنوگرافی و مجلات بزرگسالان (شامل چندین کتاب با مجلهٔ پلی‌بوی). این شرکت، هنر بالقوه بحث‌برانگیز را در معرض مخاطبان گسترده‌تری قرار داده، و آن‌ها را در کنار کتاب‌های جریان اصلی‌تر خود در زمینه‌های کمیک، عکاسی هنری، نقاشی، طراحی، مد، تاریخِ تبلیغات، فیلم و معماری منتشر کرده‌است.